# Ophisops elegans
Ophisops elegans là một loài thằn lằn trong họ Lacertidae. Loài này được Ménétries mô tả khoa học đầu tiên năm 1832.

## Hình ảnh

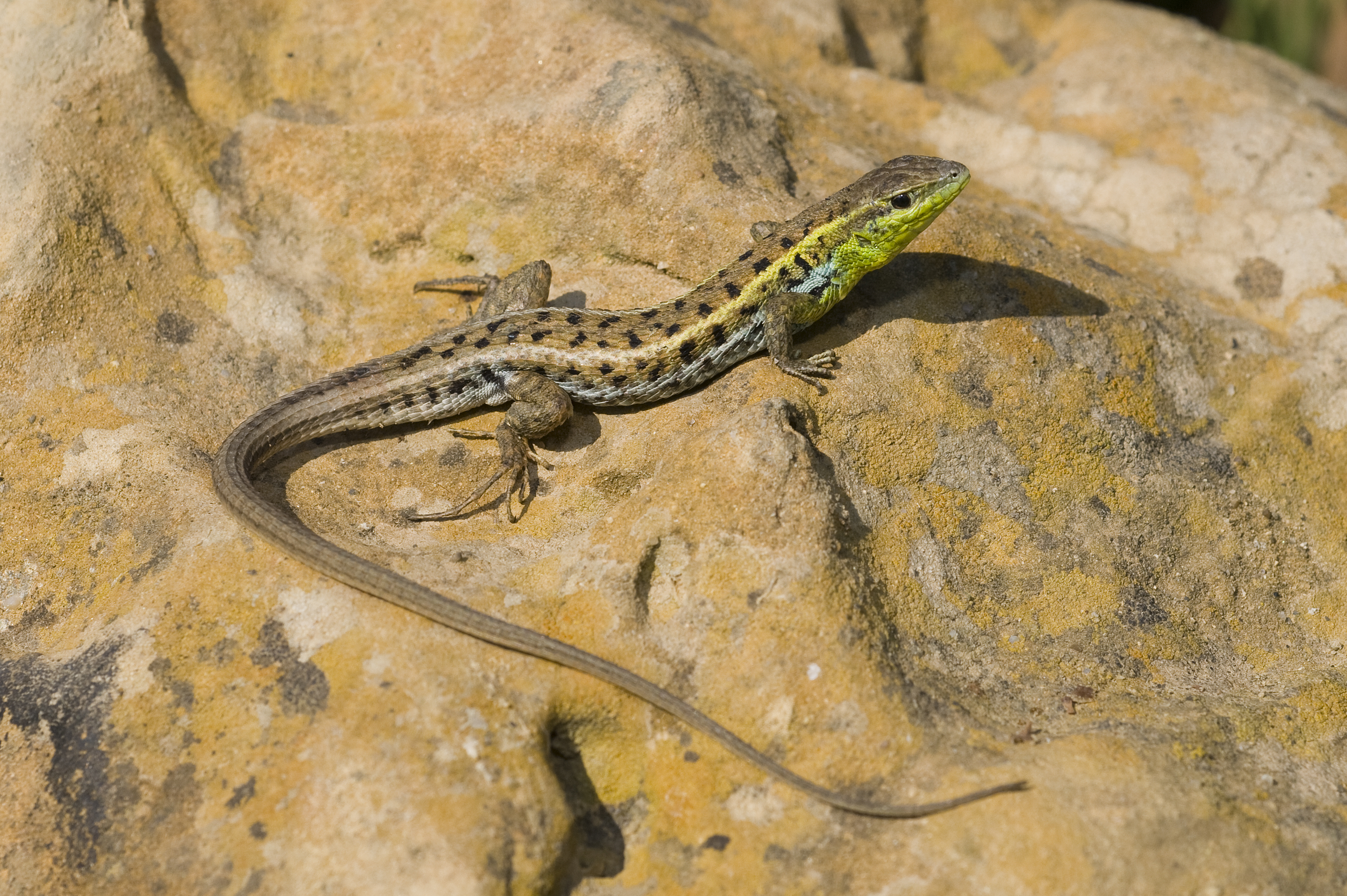